# Super League 2015/16 (Schweiz)
Die Super League 2015/16 war die 119. Spielzeit der höchsten Schweizer Spielklasse im Fussball der Männer. Sie begann am 18. Juli 2015 mit dem Spiel FC Lugano – FC Sion (2:2), wurde vom 12. Dezember 2015 bis zum 6. Februar 2016 durch die Winterpause unterbrochen und am 25. Mai 2016 mit der 36. Runde beendet. Es nahmen zehn Mannschaften teil.
Titelverteidiger FC Basel wurde wieder, zum 19. Mal und zum siebten Mal in Folge, Schweizer Meister, wobei der Titel schon nach der 31. Runde, fünf Runden vor Meisterschaftsende, nach dem 2:1-Sieg gegen den FC Sion am 30. April 2016 feststand. Der FC Zürich stieg in die Challenge League ab.

## Modus
In der Super League traten die zehn Vereine gegen jeden Gegner je zweimal im heimischen Stadion und zweimal auswärts an. Insgesamt absolvierte so jedes Team 36 Spiele. Der Erstplatzierte trug den Titel Schweizer Meister 2016 und erhielt einen Startplatz in der Gruppenphase der UEFA Champions League 2016/17. Der Letztplatzierte stieg in die Challenge League ab.
Die zweitplatzierte Mannschaft erhielt die Chance, über zwei Qualifikationsrunden die Gruppenphase der UEFA Champions League 2016/17 zu erreichen. Die Mannschaften auf den Rängen drei und vier der Meisterschaft nahmen an der UEFA Europa League 2016/17 teil. Auch die fünftplatzierte Mannschaft hätte einen Startplatz erhalten, wenn der Cupsieger FC Zürich sich unter den bereits qualifizierten Mannschaften befunden hätte.

## Statistiken

### Abschlusstabelle
| Pl. | Verein                  | Sp. | S  | U  | N  | Tore    | Diff. | Punkte |
| --- | ----------------------- | --- | -- | -- | -- | ------- | ----- | ------ |
| 1.  | FC Basel (M)            | 36  | 26 | 5  | 5  | 088:380 | +50   | 83     |
| 2.  | BSC Young Boys          | 36  | 20 | 9  | 7  | 078:470 | +31   | 69     |
| 3.  | FC Luzern               | 36  | 15 | 9  | 12 | 059:500 | +9    | 54     |
| 4.  | Grasshopper Club Zürich | 36  | 15 | 8  | 13 | 065:560 | +9    | 53     |
| 5.  | FC Sion (C)             | 36  | 14 | 8  | 14 | 052:490 | +3    | 50     |
| 6.  | FC Thun                 | 36  | 10 | 11 | 15 | 045:540 | −9    | 41     |
| 7.  | FC St. Gallen           | 36  | 10 | 8  | 18 | 041:660 | −25   | 38     |
| 8.  | FC Vaduz                | 36  | 7  | 15 | 14 | 044:600 | −16   | 36     |
| 9.  | FC Lugano (N)           | 36  | 9  | 8  | 19 | 046:750 | −29   | 35     |
| 10. | FC Zürich               | 36  | 7  | 13 | 16 | 048:710 | −23   | 34     |

| (M) | amtierender Schweizer Meister               |
| (C) | Schweizer-Cup-Sieger 2014/15                |
| (N) | Aufsteiger aus der Challenge League 2014/15 |

### Tabellenverlauf
Tabellenerster:
Tabellenletzter

### Mannschaften
In der Saison 2015/16 bildeten die zehn folgenden Vereine die Super League:
|                         | Team                    | Trainer                                                                         | Captain                                      | Ausrüster | Hauptsponsor                  | Platzierung Saison 2014/15      |
| ----------------------- | ----------------------- | ------------------------------------------------------------------------------- | -------------------------------------------- | --------- | ----------------------------- | ------------------------------- |
| FC Basel                | FC Basel                | Urs Fischer                                                                     | Matías Delgado                               | Adidas    | Novartis                      | 1., Meister                     |
| Grasshopper Club Zürich | Grasshopper Club Zürich | Pierluigi Tami                                                                  | Kim Källström                                | Puma      | Fromm                         | 8.                              |
| FC Lugano               | FC Lugano               | Zdeněk Zeman                                                                    | Antoine Rey                                  | Nike      | Città di Lugano               | 1. Challenge League, Aufsteiger |
| FC Luzern               | FC Luzern               | Markus Babbel                                                                   | Claudio Lustenberger                         | Adidas    | Otto’s                        | 5.                              |
| FC Sion                 | FC Sion                 | Didier Tholot                                                                   | Xavier Kouassi                               | Erreà     | Alloboissons                  | 7.                              |
| Fc St. Gallen           | FC St. Gallen           | Jeff Saibene (1–7) Daniel Tarone (8, a. i.) Josef Zinnbauer (9–36)              | Albert Bunjaku (1–17) Martin Angha (18–36)   | JAKO      | St.Galler Kantonalbank        | 6.                              |
| FC Thun                 | FC Thun                 | Ciriaco Sforza (1–10) Marc Schneider (11, a. i.) Jeff Saibene (12–36)           | Dennis Hediger                               | Nike      | Panorama Center               | 4.                              |
| FC Vaduz                | FC Vaduz                | Giorgio Contini                                                                 | Franz Burgmeier                              | Adidas    | Liechtensteinische Landesbank | 9.                              |
| BSC Young Boys          | BSC Young Boys          | Uli Forte (1–3) Harald Gämperle (4–7, a. i.) Adi Hütter (8–36)                  | Steve von Bergen                             | Nike      | Honda                         | 2.                              |
| FC Zürich               | FC Zürich               | Urs Meier (1–3) Massimo Rizzo (4–7, a. i.) Sami Hyypiä (8–33) Uli Forte (34–36) | Davide Chiumiento (1–15) Gilles Yapi (16–36) | Nike      | Netstream                     | 3.                              |

### Stadien
| Stadt      | Einwohner | Verein                  | Stadion                 | Kapazität | Zuschauer | Schnitt | ± zu 2014/15 |
| ---------- | --------- | ----------------------- | ----------------------- | --------- | --------- | ------- | ------------ |
| Basel      | 175'131   | FC Basel                | St. Jakob-Park          | 038'512   | 0514'752  | 028'597 | −00,97 %     |
| Bern       | 128'848   | BSC Young Boys          | Stade de Suisse         | 031'120   | 0304'875  | 016'938 | +00,04 %     |
| Lugano     | 062'792   | FC Lugano               | Stadio di Cornaredo     | 015'000   | 0076'342  | 004'241 | +34,72 %     |
| Luzern     | 080'501   | FC Luzern               | Swissporarena           | 017'500   | 0203'257  | 011'292 | +03,38 %     |
| Sitten     | 032'797   | FC Sion                 | Stade de Tourbillon     | 016'500   | 0148'800  | 008'267 | +03,62 %     |
| St. Gallen | 074'581   | FC St. Gallen           | AFG Arena               | 019'568   | 0232'941  | 012'941 | −02,95 %     |
| Thun       | 042'929   | FC Thun                 | Stockhorn Arena         | 010'000   | 0109'198  | 006'067 | −04,06 %     |
| Vaduz      | 005'391   | FC Vaduz                | Rheinpark Stadion Vaduz | 007'838   | 0072'106  | 004'006 | −03,52 %     |
| Zürich     | 00396'027 | FC Zürich               | Letzigrund              | 025'500   | 0156'619  | 008'701 | −07,33 %     |
| Zürich     | 00396'027 | Grasshopper Club Zürich | Letzigrund              | 025'500   | 0116'300  | 006'461 | +04,67 %     |
| Endstand   |           |                         |                         |           |           |         |              |

### Kreuztabelle
Die Kreuztabelle stellt die Ergebnisse aller Spiele dieser Saison dar. Die Heimmannschaft ist in der mittleren Spalte aufgelistet und die Gastmannschaft mit dem Vereinswappen in der obersten Reihe.
| Hinrunde (Runden 1–18) | Hinrunde (Runden 1–18)  | Hinrunde (Runden 1–18) | Hinrunde (Runden 1–18) | Hinrunde (Runden 1–18) | Hinrunde (Runden 1–18) | Hinrunde (Runden 1–18) | Hinrunde (Runden 1–18) | Hinrunde (Runden 1–18) | Hinrunde (Runden 1–18) | 2015/16                 | Rückrunde (Runden 19–36) | Rückrunde (Runden 19–36) | Rückrunde (Runden 19–36) | Rückrunde (Runden 19–36) | Rückrunde (Runden 19–36) | Rückrunde (Runden 19–36) | Rückrunde (Runden 19–36) | Rückrunde (Runden 19–36) | Rückrunde (Runden 19–36) | Rückrunde (Runden 19–36) |
| ---------------------- | ----------------------- | ---------------------- | ---------------------- | ---------------------- | ---------------------- | ---------------------- | ---------------------- | ---------------------- | ---------------------- | ----------------------- | ------------------------ | ------------------------ | ------------------------ | ------------------------ | ------------------------ | ------------------------ | ------------------------ | ------------------------ | ------------------------ | ------------------------ |
| FC Basel               | Grasshopper Club Zürich | FC Lugano              | FC Luzern              | FC Sion                | FC St. Gallen          | FC Thun                | FC Vaduz               | BSC Young Boys         | FC Zürich              | Verein                  | FC Basel                 | Grasshopper Club Zürich  | FC Lugano                | FC Luzern                | FC Sion                  | FC St. Gallen            | FC Thun                  | FC Vaduz                 | BSC Young Boys           | FC Zürich                |
|                        | 2:3                     | 3:1                    | 3:0                    | 3:0                    | 2:1                    | 3:1                    | 2:0                    | 1:0                    | 3:1                    | FC Basel                |                          | 0:1                      | 3:0                      | 3:0                      | 2:1                      | 4:2                      | 1:1                      | 5:1                      | 2:0                      | 2:2                      |
| 2:3                    |                         | 6:1                    | 1:0                    | 2:0                    | 1:1                    | 1:2                    | 2:0                    | 3:2                    | 5:0                    | Grasshopper Club Zürich | 0:4                      |                          | 0:1                      | 1:1                      | 3:0                      | 2:0                      | 0:0                      | 1:2                      | 1:2                      | 4:2                      |
| 1:3                    | 4:1                     |                        | 0:1                    | 3:0                    | 3:1                    | 2:3                    | 1:0                    | 1:1                    | 0:0                    | FC Lugano               | 1:4                      | 0:1                      |                          | 1:1                      | 0:6                      | 3:0                      | 2:1                      | 2:5                      | 1:3                      | 0:0                      |
| 1:3                    | 3:3                     | 2:2                    |                        | 2:2                    | 0:1                    | 1:0                    | 1:1                    | 3:1                    | 1:0                    | FC Luzern               | 4:0                      | 3:0                      | 2:1                      |                          | 2:2                      | 0:1                      | 3:0                      | 5:1                      | 2:3                      | 1:2                      |
| 0:2                    | 3:2                     | 3:0                    | 2:0                    |                        | 1:0                    | 1:1                    | 0:1                    | 1:3                    | 3:1                    | FC Sion                 | 0:1                      | 2:1                      | 3:1                      | 3:1                      |                          | 1:1                      | 2:1                      | 2:0                      | 2:1                      | 2:2                      |
| 2:1                    | 0:2                     | 2:0                    | 1:0                    | 1:1                    |                        | 1:0                    | 2:2                    | 1:1                    | 0:2                    | FC St. Gallen           | 0:7                      | 2:0                      | 3:3                      | 1:4                      | 2:1                      |                          | 1:2                      | 1:3                      | 2:3                      | 3:0                      |
| 0:2                    | 3:5                     | 2:1                    | 0:1                    | 0:2                    | 0:2                    |                        | 1:0                    | 0:1                    | 5:1                    | FC Thun                 | 1:1                      | 2:1                      | 2:1                      | 1:1                      | 1:1                      | 2:2                      |                          | 2:2                      | 0:3                      | 4:0                      |
| 1:2                    | 3:3                     | 1:1                    | 1:2                    | 1:1                    | 1:0                    | 1:1                    |                        | 1:1                    | 2:2                    | FC Vaduz                | 0:0                      | 1:1                      | 0:0                      | 1:2                      | 2:0                      | 3:0                      | 0:0                      |                          | 1:1                      | 0:3                      |
| 4:3                    | 3:1                     | 0:1                    | 1:1                    | 1:1                    | 2:1                    | 3:1                    | 4:0                    |                        | 1:1                    | BSC Young Boys          | 2:3                      | 1:1                      | 7:0                      | 5:2                      | 3:2                      | 3:1                      | 2:1                      | 5:4                      |                          | 3:0                      |
| 2:2                    | 2:3                     | 5:3                    | 2:5                    | 1:0                    | 2:2                    | 3:3                    | 1:1                    | 1:1                    |                        | FC Zürich               | 2:3                      | 1:1                      | 0:4                      | 0:1                      | 0:1                      | 4:0                      | 0:0                      | 3:1                      | 0:1                      |                          |

### Torschützenliste
Bei gleicher Anzahl von Treffern sind die Spieler alphabetisch geordnet.
| Pl.      | Name             | Team                                           | Tore |
| -------- | ---------------- | ---------------------------------------------- | ---- |
| 01.      | Munas Dabbur     | Grasshopper Club Zürich                        | 19   |
| 02.      | Guillaume Hoarau | BSC Young Boys                                 | 18   |
| 03.      | Marc Janko       | FC Basel                                       | 16   |
| 03.      | Marco Schneuwly  | FC Luzern                                      | 16   |
| 05.      | Caio             | Grasshopper Club Zürich                        | 13   |
| 05.      | Yoric Ravet 1    | BSC Young Boys (5) Grasshopper Club Zürich (8) | 13   |
| 07.      | Danijel Aleksić  | FC St. Gallen                                  | 12   |
| 07.      | Alexander Gerndt | BSC Young Boys                                 | 12   |
| 07.      | Armando Sadiku 2 | FC Vaduz (7) FC Zürich (5)                     | 12   |
| 10.      | Matías Delgado   | FC Basel                                       | 11   |
| 10.      | Ridge Munsy      | FC Thun                                        | 11   |
| 10.      | Shani Tarashaj   | Grasshopper Club Zürich                        | 11   |
| Endstand |                  |                                                |      |

### Assistliste
Bei gleicher Anzahl Assists sind die Spieler alphabetisch geordnet.
| Pl.      | Name                | Team                                            | Assists |
| -------- | ------------------- | ----------------------------------------------- | ------- |
| 01.      | Yoric Ravet 1       | BSC Young Boys (10) Grasshopper Club Zürich (8) | 18      |
| 02.      | Munas Dabbur        | Grasshopper Club Zürich                         | 13      |
| 03.      | Matías Delgado      | FC Basel                                        | 12      |
| 04.      | Luca Zuffi          | FC Basel                                        | 11      |
| 05.      | Kim Källström       | Grasshopper Club Zürich                         | 10      |
| 06.      | Guillaume Hoarau    | BSC Young Boys                                  | 9       |
| 07.      | Kevin Bua           | FC Zürich                                       | 8       |
| 07.      | Antonini Culina     | FC Lugano                                       | 8       |
| 07.      | Stjepan Kukuruzović | FC Vaduz                                        | 8       |
| 10.      | Ebenezer Assifuah   | FC Sion                                         | 7       |
| 10.      | Davide Callà        | FC Basel                                        | 7       |
| 10.      | Breel Embolo        | FC Basel                                        | 7       |
| 10.      | Jakob Jantscher     | FC Luzern                                       | 7       |
| 10.      | Moussa Konaté       | FC Sion                                         | 7       |
| 10.      | Renato Steffen 3    | FC Basel (4) BSC Young Boys (3)                 | 7       |
| 10.      | Miralem Sulejmani   | BSC Young Boys                                  | 7       |
| Endstand |                     |                                                 |         |